# Torsten Håkansta
Torsten Håkansta, född 1954 i Åre, är en svensk ekonom, generaldirektör och företagsledare.
Håkansta har arbetat i företag inom Wallenbergsfären och har varit VD för koncernen Proliva, i vilken bland annat Cityakuten och Pysslingen ingår. Han har även varit VD för Rikskuponger och Sverige-VD för Falck/G4S. Efter att ha varit VD för koncernen Aktriva blev Håkansta generaldirektör för den nybildade E-hälsomyndigheten den 1 januari 2014. I oktober 2016 meddelade Håkansta att han lämnar generaldirektörsposten till följd av att myndighetens verksamhet flyttas till Kalmar.